# Monaco-Ville
Monaco-Ville je původní opevněné město a dnes středojižní část Monackého knížectví, které je městským státem. Nachází se na výběžku pevniny do Středozemního moře. Místní obyvatelé město nazývají také le Rocher neboli „Skála“. Je to staré opevněné město s pozůstatky hradeb, které jsou situovány na okraji útesu směrem ke Středozemnímu moři.

## Charakter městské části

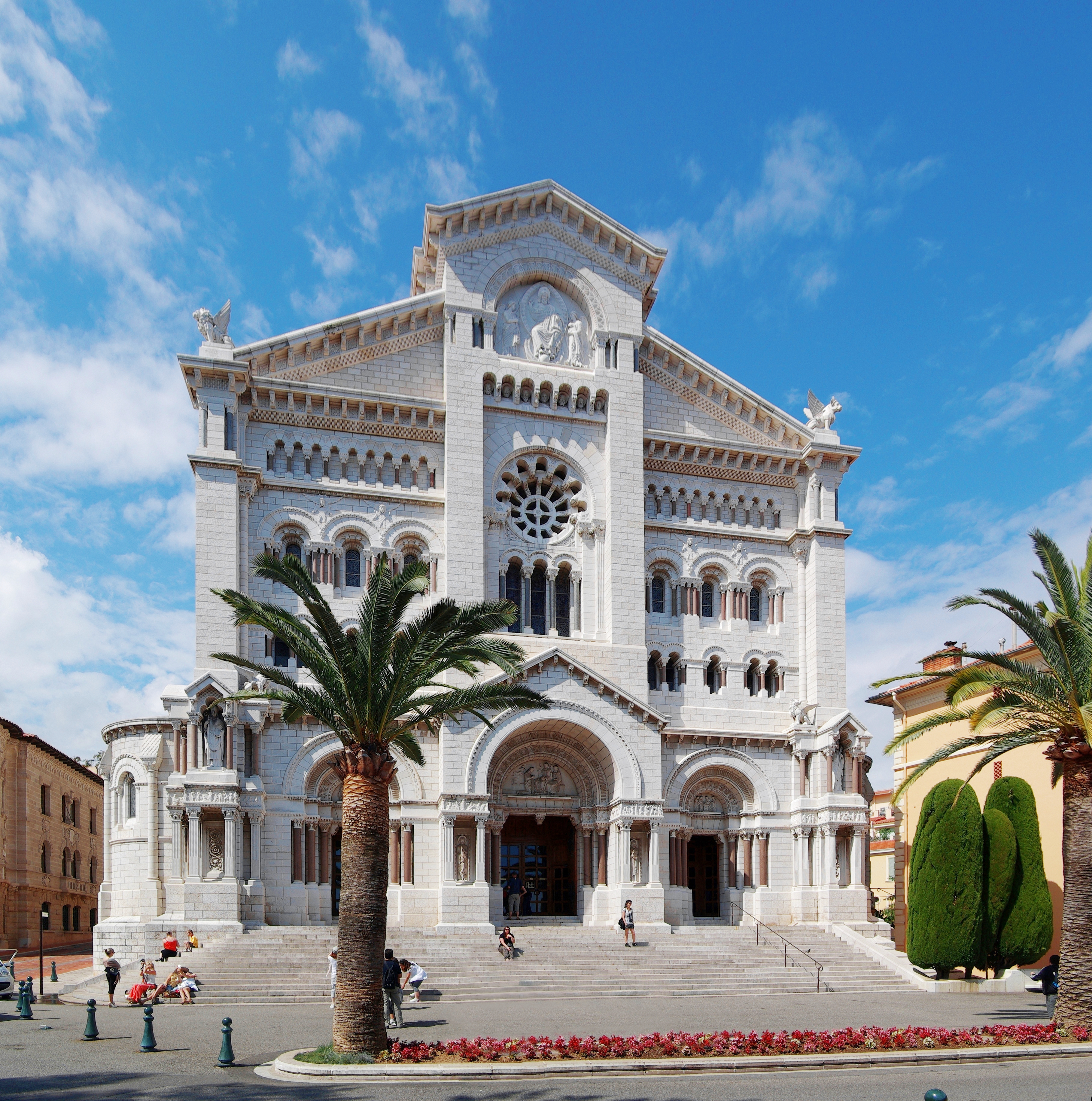
Katedrála Neposkvrněné Matky Boží

Monaco-Ville je jednou ze čtyř čtvrtí Monaka. Ostatní tři jsou La Condamine, Monte Carlo a Fontvieille. V současné době se však Monako člení na 10 okrsků.
V této čtvrti se nachází Monacký knížecí palác, Katedrála Neposkvrněné Matky Boží a Oceánografické muzeum. Žije zde asi 1151 lidí.

## Historie
Staří Řekové nazývali město, jež založili Féničané v 6. století př. n. l., Monoikos. Římský básník Vergilius ho ve svém eposu Aeneis nazývá Monoecus.
8. ledna 1297 převzal pevnost François Grimaldi, potomek Otto Canelly, konzula Janova v roce 1133. Přestože měl malou armádu, přestrojil se za františkánského mnicha, aby mohl vstoupit, než otevřel brány svým vojákům. Tato epizoda dala vzniknout jeho přezdívce Malizia ("zloba"). Proto dnes nosí monacké erby dva františkány vyzbrojené mečem.

## Současnost
Před knížecím palácem se každý den v 11:55 odehrává barvité střídání stráží. Hned vedle paláce se nachází Katedrála Neposkvrněné Matky Boží nazývaná též Cathédrale de Monaco neboli Monacká katedrála, románsko-byzantský chrám, kde jsou uloženy ostatky knížat. Je zde rovněž pohřbena monacká kněžna Grace Kelly. Monaco-Ville se také pyšní Oceánografickým muzeem, které v roce 1889 založil a roku 1910 otevřel monacký kníže Albert I. V letech 1957–1988 byl jeho ředitelem Jacques-Yves Cousteau. Je zde také jedna z nejstarších budov v knížectví, Chapelle de la Misericorde (1639). Navzdory tomu, že je Monaco-Ville umístěno v nejhustěji zalidněném státě na světě, tak si uchovává vesnický klid a ticho i po setmění. I když Monaco-Ville a náměstí u paláce navštěvuje nepočítaně turistů, tak sem mají povoleny vjezd jen místní vozidla a motorky mají zakázán vjezd po 22. hodině.
Monacké knížectví samotné se nachází na pobřeží Středozemního moře, situované jihovýchodně od Francie, 20 km severovýchodně od Nice a 8 km od hranic Francie a Itálie. Stalo se doménou bohatých a slavných díky přístavu, světoznámému kasinu a daňovému ráji. Od roku 1297, s krátkými přestávkami, bylo domovem dynastie Grimaldiů, nejstarším vládnoucím rodem v Evropě. Nynější panovník kníže Albert II. se ujal trůnu po smrti svého otce knížete Rainiera III. Slavnostní korunovace knížete Alberta II. proběhla 19. listopadu 2005. Od roku 1929 se Monako stalo místem pořádání Formule 1 známém jako Grand Prix Monaka. Tato sportovní událost se každoročně koná koncem května. Monako má 30 tis. obyvatel (odhad z roku 1990).

## Významní obyvatelé
- Beatrice Borromeová, italská novinářka a členka vyšší společnosti
- Andrea Casiraghi, člen monacké knížecí rodiny
- Charlotte Casiraghiová, členka monacké knížecí rodiny
- Pierre Casiraghi, člen monacké knížecí rodiny
- Stefano Casiraghi, italský člen vyšší společnosti
- Tatiana Casiraghiová, kolumbijsko-americká členka vyšší společnosti
- Ghislaine Dommangetová, francouzská herečka, monacká kněžna
- Daniel Ducruet, karabiniér v Compagnie des Carabiniers du Prince
- Louis Ducruet, člen monacké knížecí rodiny
- Gad Elmaleh, marocký herec
- Philippe Gilbert, belgický cyklista
- Camille Gottliebová, členka monacké knížecí rodiny
- Albert Grimaldi, kníže monacký
- Caroline Grimaldiová, princezna hannoverská, princezna monacká
- Gabriella Grimaldiová, princezna monacká
- Jacques Grimaldi, princ monacký
- Rainier Grimaldi, kníže monacký
- Stéphanie Grimaldiová, princezna monacká
- Alexandra Hannoverská, princezna hannoverská
- Grace Kellyová, americká herečka, kněžna monacká
- Charlene Wittstocková, jihoafrická plavkyně, kněžna monacká
- Charles Leclerc, monacký pilot Formule 1